# Charetti America-Francisca
Charetti Maria America-Francisca (13 april 1981) is een Curaçaos politica. Ze is sinds 11 mei 2021 voorzitter van de Staten van Curaçao.
Charetti America-Francisca groeide op in de wijk Pretu bij De Savaan, een arme wijk in Curaçao. Ze ging naar school op het Maria Immaculata Lyceum en studeerde Bedrijfskunde aan de Academie voor Bedrijfsmanagement. Ze werkte eerst bij een bank maar werd later gezinscoach. America-Francisca werd in haar werkzaamheden geconfronteerd met de nood vooral onder jongeren, waardoor zij een weeshuis begon, My Fathers House. Ze is oprichter van Curaçao Charity Foundation en medeoprichter van Curaçao Youth Care Foundation. America-Francisca heeft samen met haar echtgenoot Andy America met wie ze sinds 2000 getrouwd is vijf kinderen. Zij en haar echtgenoot organiseren wereldwijd koppelsconferenties en overzien verschillende christelijke gemeentes.
Bij de statenverkiezingen van 2016 debuteerde America-Francisca op de MFK lijst op nummer 4 en was ze goed voor 208 stemmen. Bij de verkiezingen van 2017 wist ze als nummer 7 op de lijst in amper 7 maanden haar persoonlijke stemmen te verdubbelen naar 487. Tussen 2016 en 2017 zat ze een paar maanden voor de partij Movementu Futuro Kòrsou in de Staten van Curaçao. Bij de verkiezingen van 2021 stond ze op nummer 3 van de MFK lijst en keerde ze met 732 persoonlijke stemmen terug in de Staten. America-Francisca werd tijdens de eerste vergadering van de nieuwe staten unaniem gekozen tot voorzitter.